# Tenzin Dorji
Tenzin Dorji là một cầu thủ bóng đá người Bhutan. Anh ra mắt lần đầu trong trận giao hữu không chính thức trước Ấn Độ. Anh có màn ra mắt chính thức tại lượt về vòng loại Cúp bóng đá châu Á 2019 trước Bangladesh, có tên trong đội hình xuất phát và thi đấu hết trận.